# Wilmar Barrios
Wilmar Enrique Barrios Terán (Cartagena de Indias, Colombia, 16 de octubre de 1993) es un futbolista colombiano que juega como centrocampista en el Zenit de San Petersburgo de la Liga Premier de Rusia. Es internacional con la selección de fútbol de Colombia.

## Trayectoria

### Deportes Tolima

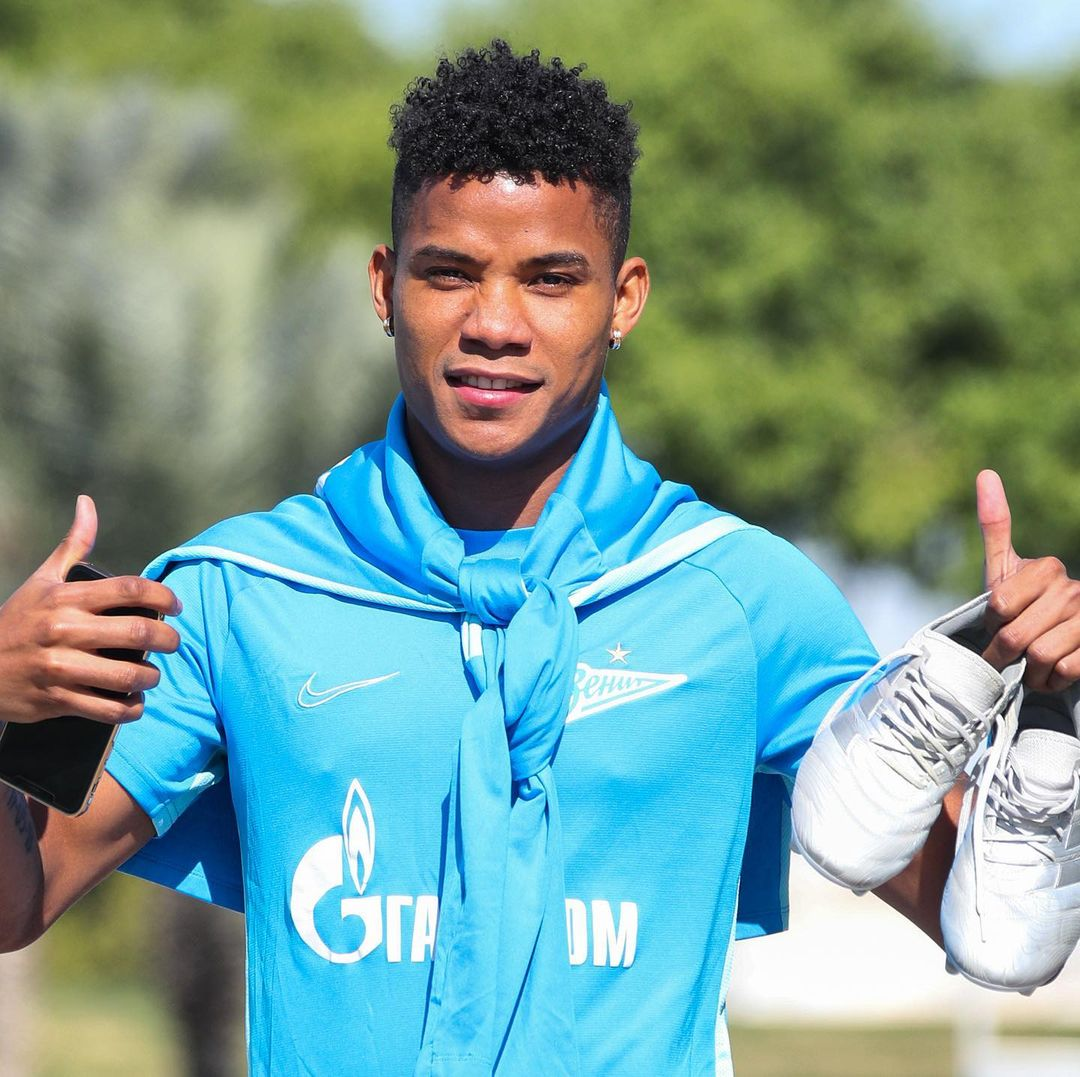
Barrios entrenando con el Zenit.

Su debut en el club vinotinto y oro sería el 23 de febrero de 2013, en la derrota 3 a 0 en la visita al Boyacá Chicó, donde saldría expulsado.
Su primer gol como profesional lo anotaría el 17 de septiembre de 2014 en la victoria 4 a 2 sobre Independiente Medellín por la Copa Colombia. Volvería anotar gol el 17 de mayo de 2015 en la goleada 5-0 sobre Jaguares de Córdoba en lo que sería su primer gol por la Categoría Primera A. Su primer gol fuera del Estadio Manuel Murillo Toro fue en el clásico del Tolima grande frente al Atlético Huila en la victoria 3 a 1. Le daría la victoria a su club 1-2 en su visita a Jaguares de Córdoba el 22 de noviembre de 2015. El 13 de abril de 2016 anota nuevamente en el clásico del Tolima grande dándole la victoria su club 2-1 por la Copa Colombia.
En el Deportes Tolima salió campeón de La Copa Colombia 2014 y del Torneo Sub-20 de 2013. 
Ha sido destacado y nombrado como el mejor centrocampista de la Liga Águila 2015 en Colombia por su buen quite de balón, su recuperación y su entrega que lo ha hecho ser el capitán del Deportes Tolima a pesar de su corta edad, y destacando su exitosa participación en La Copa Sudamericana 2015.
Se despediría del club pijao después de los Juegos Olímpicos de Río con 144 partidos jugados en los cuatro años con el club de Ibagué y marcando en total cinco goles, además de un título en el fútbol colombiano.

### Boca Juniors
El 23 de agosto de 2016 se confirma la compra del 100% de la ficha del jugador por parte del Boca Juniors de Argentina en una cifra cerca a los 3 millones de dólares.
Su debut se daría el 29 de octubre en La Bombonera jugando los últimos 17 minutos de la goleada 4 a 0 de su club sobre Temperley en donde recibirá sus primeros aplausos de la hinchada xeneize.
El 19 de agosto de 2017 consigue su primer gol con la camiseta de Boca Juniors en un partido amistoso ante Cerro Porteño en la victoria por 2 a 1.

El 10 de diciembre anota su primer gol oficial con Boca marcando el único gol del encuentro dándole la victoria por la mínima sobre Estudiantes de La Plata, en Boca Juniors ha recibido el cariño de la hinchada y es pieza fundamental del plantel, se consagraría campeón de la Superliga Argentina 2017-18. El 19 de septiembre de 2018 por cuartos de final de la Copa Libertadores hace un gran partido frente a Cruzeiro de Brasil, realizando grandes robos de la pelota y salvando sobre la línea un gol del brasileño Robinho en una victoria del equipo xeneize por 2-0 de local. Barrios disputó como titular los partidos de ida y vuelta de la final del torneo ante River Plate el 11 de noviembre y 9 de diciembre de 2018. En la final de vuelta disputada en el Santiago Bernabéu, el jugador saldría expulsado al minuto 91 luego de acumular dos tarjetas amarillas.

### Zenit de San Petersburgo
El 30 de enero de 2019 fue comprado por Zenit en una cifra cercana a los 15 millones de dólares. Debutó el 12 de febrero en la derrota en su visita a Turquía por la mínima contra el Fenerbahçe en la ida de los 16.avos de final de la UEFA Europa League jugando todo el partido. Su primer gol lo marca el 17 de marzo para el empate final a un gol en su visita al Spartak de Moscú.
Su primer gol de la temporada 2019-20 lo hizo el 20 de octubre en la goleada 6 por 1 sobre el Rostov.

## Selección nacional

### Selección sub-23

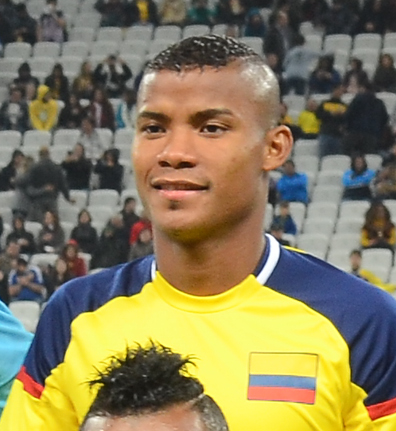
Wilmar Barrios en los Juegos Olímpicos.

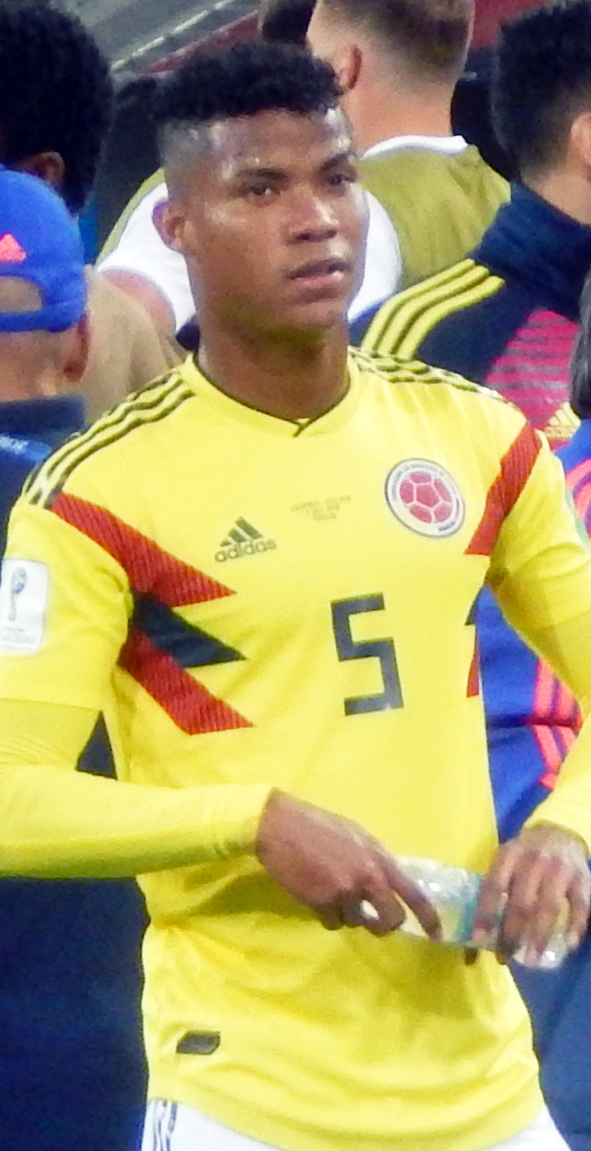
Barrios luego de quedar eliminados en Rusia 2018.

El 10 de marzo de 2016 es convocado por Carlos Restrepo Isaza para la Selección Sub-23 de Colombia para disputar el repechaje a los Juegos Olímpicos de Río de Janeiro 2016 ante los Estados Unidos.
Jugaría los Juegos Olímpicos de Río de Janeiro 2016 con la selección de fútbol sub-23 de Colombia en el que llegarían a los cuartos de final donde fueron eliminados por los locales.

#### Participaciones enJuegos Olímpicos
| Campeonato            | Categoría          | Sede                   | Resultado        | PJ | GA | Asis |
| --------------------- | ------------------ | ---------------------- | ---------------- | -- | -- | ---- |
| Juegos Olímpicos 2016 | Selección Olímpica | Río de Janeiro, Brasil | Cuartos de final | 4  | 0  | 0    |

### Selección absoluta
El 20 de marzo de 2015 fue convocado por José Pekerman para integrar la plantilla de la Selección Colombia en los partidos ante Baréin y Kuwait, los amistosos internacionales del 26 de marzo y 30 de marzo de 2015 respectivamente.
Barrios fue nombrado en la lista provisional de Colombia para la Copa América Centenario, pero fue cortado de la lista definitiva.
Su debut con la selección mayor sería el 6 de septiembre de 2016 en Manaus en la derrota 2 a 1 frente a Brasil.
El 14 de mayo de 2018 fue incluido por el entrenador José Pekerman en la lista preliminar de 35 jugadores para disputar la Copa Mundial de Fútbol de 2018. Finalmente fue seleccionado en la lista final de 23 jugadores; jugó tres encuentros con la selección, caerían eliminados en octavos de final por penales 3-4 contra Inglaterra, Barrios sería titular cumpliendo una destacada actuación.
El 30 de mayo quedó seleccionado en la lista final de 23 jugadores que disputarían la Copa América 2019 en Brasil. En el torneo jugaría todos los partidos y tres como titular, fueron eliminados en cuartos de final por penales tras empatar 0-0 con Chile.
El 27 de septiembre de 2022 marca su primer gol con la selección mayor marcando un golazo de media distancia para darle la victoria a la tricolor 3 a 2 sobre México. 

#### Participaciones enEliminatorias al Mundial
| Eliminatoria                               | Sede del Mundial                | Posición               | Resultado   | PJ | GA | Asis |
| ------------------------------------------ | ------------------------------- | ---------------------- | ----------- | -- | -- | ---- |
| Eliminatorias Mundial de Rusia 2018        | Rusia                           | 4°lugar 27pts          | Clasificado | 6  | 0  | 0    |
| Eliminatorias Mundial de Catar 2022        | Catar                           | 6°lugar 23pts          | Eliminado   | 16 | 0  | 0    |
| Eliminatorias Mundial de Norteamérica 2026 | Estados Unidos, México y Canadá | 6°lugar 22pts          | En disputa  | 3  | 0  | 0    |
| Total en Eliminatorias                     | Total en Eliminatorias          | Total en Eliminatorias | 1/2         | 25 | 0  | 0    |

#### Participaciones enCopas del Mundo
| Mundial               | Sede  | Resultado        | PJ | GA | Asis |
| --------------------- | ----- | ---------------- | -- | -- | ---- |
| Mundial de Rusia 2018 | Rusia | Octavos de final | 3  | 0  | 0    |

#### Participaciones enCopas América
| Copa                   | Sede                   | Resultado              | PJ | GA | Asis |
| ---------------------- | ---------------------- | ---------------------- | -- | -- | ---- |
| Copa América 2019      | Brasil                 | Cuartos de final       | 4  | 0  | 0    |
| Copa América 2021      | Brasil                 | Tercer lugar           | 7  | 0  | 0    |
| Total en Copas América | Total en Copas América | Total en Copas América | 11 | 0  | 0    |

#### Goles internacionales
| # | Fecha                    | Lugar                                       | Rival  | Gol   | Resultado | Competición |
| - | ------------------------ | ------------------------------------------- | ------ | ----- | --------- | ----------- |
| 1 | 27 de septiembre de 2022 | Levi's Stadium, Santa Clara, Estados Unidos | México | 3 - 2 | 3 - 2     | Amistoso    |

## Estadísticas
| Club | Div.          | Temporada     | Liga  | Liga  | Liga   | Copas(1) | Copas(1) | Copas(1) | Internacional(2) | Internacional(2) | Internacional(2) | Total(3) | Total(3) | Total(3) |
| Club | Div.          | Temporada     | Part. | Goles | Asist. | Part.    | Goles    | Asist.   | Part.            | Goles            | Asist.           | Part.    | Goles    | Asist.   |
| --- | ------------- | ------------- | ----- | ----- | ------ | -------- | -------- | -------- | ---------------- | ---------------- | ---------------- | -------- | -------- | -------- |
| Deportes Tolima · Colombia | 1.ª           | 2013          | 11    | 0     | 0      | 12       | 0        | 0        | —                | —                | —                | 23       | 0        | 0        |
| Deportes Tolima · Colombia | 1.ª           | 2014          | 36    | 0     | 2      | 13       | 1        | 0        | —                | —                | —                | 49       | 1        | 2        |
| Deportes Tolima · Colombia | 1.ª           | 2015          | 37    | 3     | 1      | 8        | 0        | 0        | 4                | 0                | 0                | 49       | 3        | 1        |
| Deportes Tolima · Colombia | 1.ª           | 2016          | 18    | 0     | 1      | 5        | 1        | 0        | —                | —                | —                | 23       | 1        | 1        |
| Deportes Tolima · Colombia | Total club    | Total club    | 102   | 3     | 4      | 38       | 2        | 0        | 4                | 0                | 0                | 144      | 5        | 4        |
| C. A. Boca Juniors Argentina | 1.ª           | 2016-17       | 19    | 0     | 3      | 1        | 0        | 0        | —                | —                | —                | 20       | 0        | 3        |
| C. A. Boca Juniors Argentina | 1.ª           | 2017-18       | 23    | 1     | 0      | 4        | 0        | 0        | 4                | 0                | 0                | 31       | 1        | 0        |
| C. A. Boca Juniors Argentina | 1.ª           | 2018-19       | 6     | 0     | 0      | 2        | 0        | 0        | 8                | 0                | 0                | 16       | 0        | 0        |
| C. A. Boca Juniors Argentina | Total club    | Total club    | 48    | 1     | 3      | 7        | 0        | 0        | 12               | 0                | 0                | 67       | 1        | 3        |
| Zenit de San Petersburgo · Rusia | 1.ª           | 2018-19       | 10    | 1     | 0      | -        | -        | -        | 4                | 0                | 0                | 14       | 1        | 0        |
| Zenit de San Petersburgo · Rusia | 1.ª           | 2019-20       | 26    | 1     | 0      | 4        | 0        | 0        | 6                | 0                | 0                | 36       | 1        | 0        |
| Zenit de San Petersburgo · Rusia | 1.ª           | 2020-21       | 26    | 0     | 1      | 1        | 0        | 0        | 6                | 0                | 0                | 33       | 0        | 1        |
| Zenit de San Petersburgo · Rusia | 1.ª           | 2021-22       | 27    | 0     | 1      | 2        | 0        | 0        | 8                | 0                | 0                | 37       | 0        | 1        |
| Zenit de San Petersburgo · Rusia | 1.ª           | 2022-23       | 28    | 1     | 2      | 3        | 0        | 0        | —                | —                | —                | 31       | 1        | 2        |
| Zenit de San Petersburgo · Rusia | 1.ª           | 2023-24       | 29    | 0     | 2      | 10       | 0        | 0        | —                | —                | —                | 39       | 0        | 2        |
| Zenit de San Petersburgo · Rusia | 1.ª           | 2024-25       | 28    | 0     | 0      | 3        | 0        | 0        | —                | —                | —                | 31       | 0        | 0        |
| Zenit de San Petersburgo · Rusia | Total club    | Total club    | 174   | 3     | 6      | 23       | 0        | 0        | 24               | 0                | 0                | 219      | 3        | 6        |
| Total carrera | Total carrera | Total carrera | 324   | 7     | 13     | 68       | 2        | 0        | 40               | 0                | 0                | 430      | 9        | 13       |
| (1) Incluye datos de la Copa Colombia (2013-16); Copa Argentina, Supercopa Argentina, Supercopa de Rusia y Copa de Rusia (2) Incluye datos de la Copa Sudamericana, Copa Libertadores, Liga Europa de la UEFA y Liga de Campeones de la UEFA. (3) No incluye goles en partidos amistosos. |               |               |       |       |        |          |          |          |                  |                  |                  |          |          |          |

### Selección nacional
| Selección         | Año               | Amistosos | Amistosos | Copa América | Copa América | Copa Mundial | Copa Mundial | Eliminatorias Mundialistas | Eliminatorias Mundialistas | Total | Total |
| Selección         | Año               | Part.     | Goles     | Part.        | Goles        | Part.        | Goles        | Part.                      | Goles                      | Part. | Goles |
| ----------------- | ----------------- | --------- | --------- | ------------ | ------------ | ------------ | ------------ | -------------------------- | -------------------------- | ----- | ----- |
| Sub-23            | 2017              | 0         | 0         | 0            | 0            | 4            | 0            | 2                          | 0                          | 6     | 0     |
| Sub-23            | Total             | 0         | 0         | 0            | 0            | 4            | 0            | 2                          | 0                          | 6     | 0     |
| Absoluta          |                   |           |           |              |              |              |              |                            |                            |       |       |
| 2016              | 0                 | 0         | --        | --           | --           | --           | 3            | 0                          | 3                          | 0     |       |
| 2017              | 2                 | 0         | --        | --           | --           | --           | 3            | 0                          | 5                          | 0     |       |
| 2018              | 6                 | 0         | --        | --           | 3            | 0            | --           | --                         | 9                          | 0     |       |
| 2019              | 8                 | 0         | 4         | 0            | --           | --           | 0            | 0                          | 12                         | 0     |       |
| 2020              | 0                 | 0         | --        | --           | --           | --           | 4            | 0                          | 4                          | 0     |       |
| 2021              | 0                 | 0         | 7         | 0            | --           | --           | 9            | 0                          | 16                         | 0     |       |
| 2022              | 1                 | 1         | 0         | 0            | --           | --           | 3            | 0                          | 4                          | 1     |       |
| 2023              | 1                 | 0         | 0         | 0            | --           | --           | 3            | 0                          | 4                          | 0     |       |
| Total             | 17                | 0         | 11        | 0            | 3            | 0            | 25           | 0                          | 57                         | 1     |       |
| Total en Colombia | Total en Colombia | 17        | 0         | 11           | 0            | 7            | 0            | 27                         | 0                          | 63    | 1     |

## Palmarés

### Campeonatos nacionales
| Título             | Club                     | País      | Año     |
| ------------------ | ------------------------ | --------- | ------- |
| Copa Colombia      | Deportes Tolima          | Colombia  | 2014    |
| Primera División   | C. A. Boca Juniors       | Argentina | 2016-17 |
| Primera División   | C. A. Boca Juniors       | Argentina | 2017-18 |
| Liga Premier       | Zenit de San Petersburgo | Rusia     | 2018-19 |
| Liga Premier       | Zenit de San Petersburgo | Rusia     | 2019-20 |
| Copa de Rusia      | Zenit de San Petersburgo | Rusia     | 2019-20 |
| Supercopa de Rusia | Zenit de San Petersburgo | Rusia     | 2020    |
| Liga Premier       | Zenit de San Petersburgo | Rusia     | 2020-21 |
| Supercopa de Rusia | Zenit de San Petersburgo | Rusia     | 2021    |
| Liga Premier       | Zenit de San Petersburgo | Rusia     | 2021-22 |
| Supercopa de Rusia | Zenit de San Petersburgo | Rusia     | 2022    |
| Liga Premier       | Zenit de San Petersburgo | Rusia     | 2022-23 |
| Supercopa de Rusia | Zenit de San Petersburgo | Rusia     | 2023    |
| Liga Premier       | Zenit de San Petersburgo | Rusia     | 2023-24 |
| Copa de Rusia      | Zenit de San Petersburgo | Rusia     | 2023-24 |
| Supercopa de Rusia | Zenit de San Petersburgo | Rusia     | 2024    |

### Distinciones individuales
| Distinción                           | Año  |
| ------------------------------------ | ---- |
| Equipo Ideal de la Copa Libertadores | 2018 |
| Parte del Equipo Ideal de América    | 2018 |